# Sensation (festival)
Pour les articles homonymes, voir Sensation (homonymie).
Sensation est un festival de musique électronique annuel organisé par le label néerlandais ID&T. Il se déroule le premier samedi de juillet aux Pays-Bas, à l'Amsterdam Arena, entre 2000 et 2022. L'événement, qui se déroule exclusivement à Amsterdam pour une période de cinq ans à partir de 2005, est également organisé dans de nombreux autres pays tels que la Pologne, l'Espagne, l'Autriche, le Chili, l'Allemagne, la Belgique, la Hongrie, la Tchéquie, la Lettonie, la Russie, le Danemark, la Lituanie, le Portugal, la Serbie, le Brésil, la Norvège, l'Ukraine et le Royaume-Uni. À partir de 2012, il est lancé pour la première fois aux États-Unis, en Corée du Sud, en Thaïlande, à Taïwan, en Turquie et en Roumanie.
En 2008, il est annoncé que Sensation se déroulera pour le nouvel an à Melbourne en Australie, à Düsseldorf en Allemagne et à Barcelone en Espagne. ID&T annonce en 2011 que le festival Sensation fera une tournée aux États-Unis l'année suivante et que la première représentation de Sensation en Amérique se tiendra les 26 et 27 octobre au Barclays Center de Brooklyn, à New York avec le soutien de Live Nation. Cependant, le rapprochement entre SFX Entertainment et ID&T entraîne l'année suivante un changement d'organisation pour Sensation America. ID&T annonce également le 3 avril 2012 que Sensation fera ses grands débuts en Asie, au passage de la Corée du Sud, en Thaïlande et à Taïwan. Lors d'une conférence, il est annoncé que le premier événement se tiendra à Séoul, en Corée du Sud.

## Concept
En 2000, le concept Sensation naît de l'idée commune des frères Stutterheim, Miles et Duncan. La première édition se déroule à l'Amsterdam Arena, et rassemble 10 000 visiteurs autour de deux principes, s'éclater sur une musique électronique soft — soit un contrepied face à la scène gabber, dont le son très en vogue au cours des années 1990 est au contraire une techno hardcore — et respecter un code vestimentaire très sommaire, à savoir « être habillé tout en blanc. » Un an plus tard, Miles Stutterheim décède dans un accident de voiture ; sur le point d'organiser la deuxième édition du festival, Duncan Stutterheim inscrit alors le code vestimentaire comme élément central du concept, en hommage à son défunt frère.
Le concept se divise plus tard en deux éditions : Sensation Black et Sensation White. L'édition a été initialement divisée pour différencier les sensations ressenties et les styles musicaux joués lors des événements. Sensation Black se focalise principalement sur un style de musique « plus sombre » comme le hardstyle et le hardcore, tandis que Sensation White se focalise plus sur la trance. En 2010, le concept White se concentre sur la house. 

## Histoire
La première édition de Sensation, en 2000, est un échec en matière de ventes. L'événement s'annonce complet dans le but de booster l'événement, ce qui attirera finalement plus de 20 000 personnes. Lors de sa première édition, les DJ n'utilisaient qu'une seule partie de l'Amsterdam ArenA en guise de coulisse. Plus tard, ils n'utiliseront qu'à peine la moitié. Cette Sensation était la seule qui n'imposait aucun code vestimentaire. Toutes les éditions de Sensation White ont affiché complets, avec environ 45 000 tickets vendus en une heure. Sensation Black n'a pas eu autant de succès.
En 2005, Sensation White s'est également déroulé en Belgique et en Allemagne. En 2006, ID&T démarre Sensation International, une tournée internationale, basée sur la version simple qui s'est déroulé habituellement à l'Amsterdam ArenA en 2005. La première édition s'est déroulée au palais des sports d'Anvers. En 2008, Sensation White s'est déroulée au SCC Peterburgsky à Saint-Pétersbourg, et une version nouvel an au Telstra Dome à Melbourne le 31 décembre 2008 (avec 38 380 personnes).

### Sensation

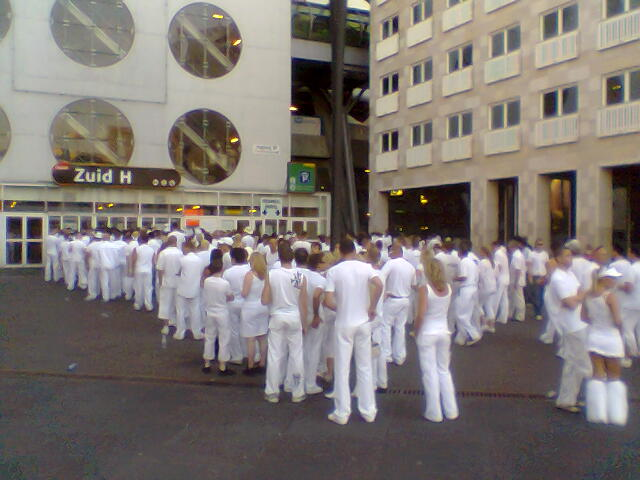
Danseurs habillés en blanc.

Auparavant, Sensation White était un événement basé sur la musique trance, mais il devient plus tard basé sur la house. Tous les danseurs étaient priés de porter du blanc et l'Amsterdam ArenA tout entière était décorée de la même couleur. Le slogan de Sensation White est « Be Part of the Night - Dress in White » (en français : « Faites partie de la nuit - Habillez-vous en blanc »). Chaque événement recensait pas moins de 40 000-45 000 tickets à vendre. L'événement d'Amsterdam ArenA prend place chaque année tous les premiers samedi du mois de juillet tandis que l'événement du LTU Arena à Düsseldorf se déroule à chaque début du nouvel an. En 2009, l'événement se déroule pour la première fois les 3 et 4 juillet d'affilée à l'Amsterdam ArenA dans lequel le Wicked Wonderland prend place.
Les DJ notables apparus au Sensation incluent Tiësto, Armin van Buuren, Swedish House Mafia, André Tanneberger, Darren Emerson (l'un des membres d'Underworld), David Guetta, Erick E, Erick Morillo, Ferry Corsten, Marco V, Paul van Dyk, Johan Gielen, Sander Kleinenberg, Steve Angello, Fedde le Grand, Sebastian Ingrosso, Sander van Doorn, Mason, Felix da Housecat, Laidback Luke, Tocadisco et Rank 1.

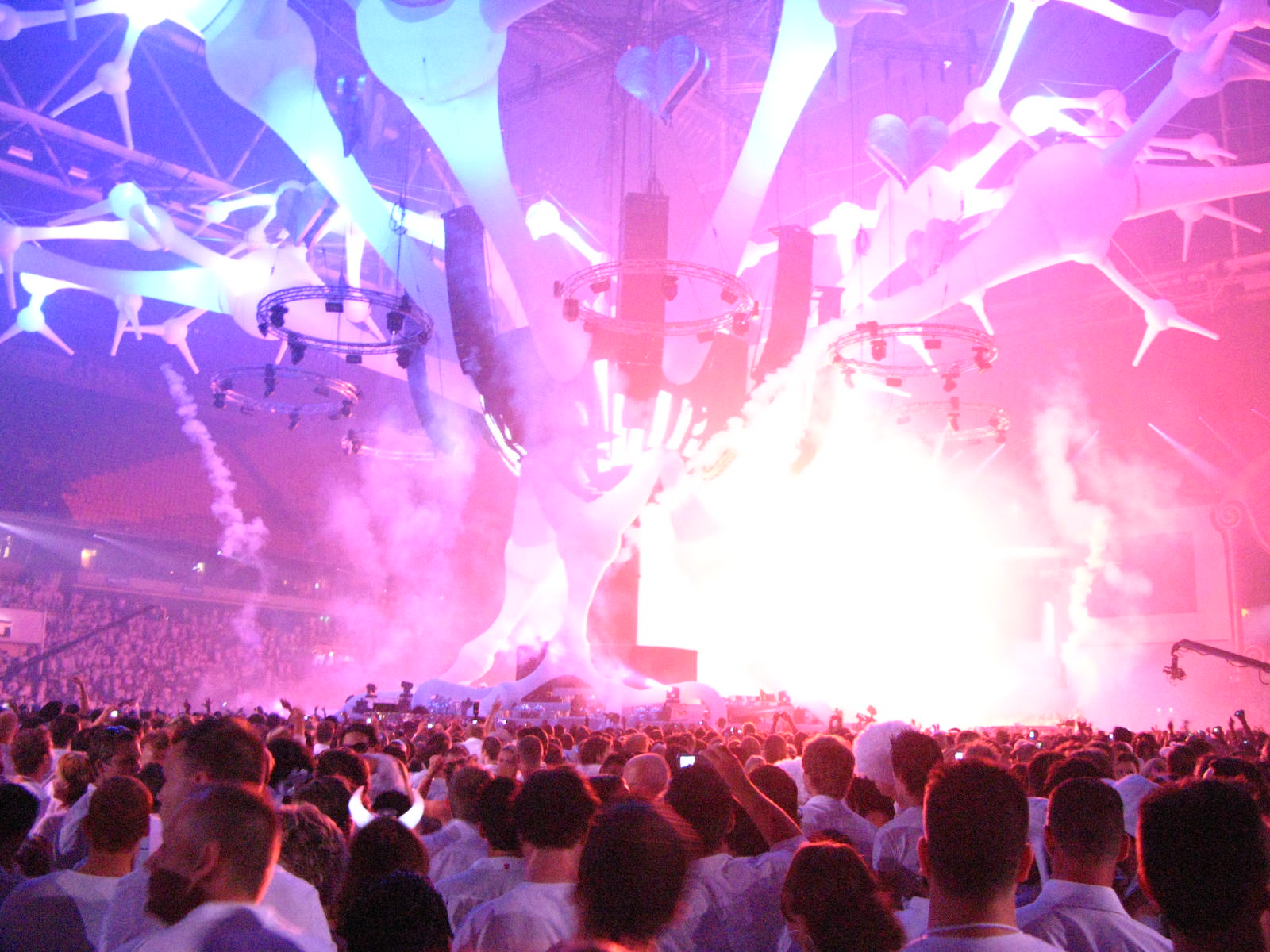
Sensation 2007.

L'événement est critiqué par les fans de trance qui pensaient que trop de musique house et électro étaient jouées. Cependant, aux yeux des organisateurs, la popularité de la trance a dégringolé ces dernières années, et que par conséquent Sensation White a adapté son programme en diffusant de la house et de l'electro house. Néanmoins, la popularité de la trance et également des DJ associés au genre semblent prendre une place très imposante en Europe. Trance Energy, avec plus de 30 000 personnes, n'a jamais autant été complet qu'à présent. L'édition 2008 de Sensation présentait un seul et unique DJ en line-up : Marco V. En 2009, la house et la techno se sont plus popularisé, cependant l'édition 2009 d'Amsterdam paraissait beaucoup plus trance. L'édition 2016 de Sensation prend place à Hyderabad, en Inde, le 5 mars 2016 (initialement annoncé pour février).

### BLACK
BLACK, anciennement Sensation Black jusqu'en 2008, se fonde doucement et démarre avec les genres musicaux allant du hard trance au hardstyle et le gabber. Sensation Black se déroule habituellement chaque deuxième semaine du mois de juillet. Les danseurs sont priés d'être habillés en noir. Les DJ notables qui ont fait une apparition à Sensation Black incluent Showtek, Angerfist, Headhunterz, Marcel Woods, Chris Liebing, Lady Dana, DJ Zany, The Prophet, Technoboy, Tommyknocker, Yoji Biomehanika, et Mauro Picotto.
Un incident est survenu à Sensation Black en 2006, dans lequel DJ Rob Gee et son groupe Ampt jouent malgré les recommandations de la majorité du staff d'ID&T. Une légère émeute éclate lorsque le public grimpe jusqu'à la scène pour frapper Rob Gee, ceux-ci ayant été frappé dans la tête par Rob et son groupe. La suite de l'événement n'a pas eu lieu à la suite de la décision du directeur d'ID&T, Duncan Stutterheim, qui reconnaîtra plus tard l'erreur d'avoir accepté Rob Gee de jouer malgré les recommandations qui avaient été prises. L'édition 2009 ne s'organise pas aux Pays-Bas, mais uniquement en Belgique car ID&T recherchait une meilleure place pour organiser l'événement. Finalement, Sensation (anciennement « Sensation White ») se déroule en deux nuits à l'Amsterdam ArenA en 2009.
La dernière édition de BLACK s'effectue le 21 avril 2012 à l'Ethias Arena en Belgique. À la suite du rachat de ID&T par SFX Entertainment en 2013, elle n'a pas lieu lors des années suivantes. Elle est remplacée en 2013 par Qapital, un festival orienté rawstyle organisé par Q-dance au Ziggo Dome à Amsterdam, en utilisant le même procédé de scène (centrale) mais sans Code vestimentaire.

## Musique

### Albums
Chaque année, Sensation commercialise une compilation à deux CD (Black et White), ainsi que deux singles pour les hymnes de chacun des événements. Les noms changent dès 2008 : Sensation (anciennement Sensation White) et Black (anciennement Sensation Black).

### Hymnes

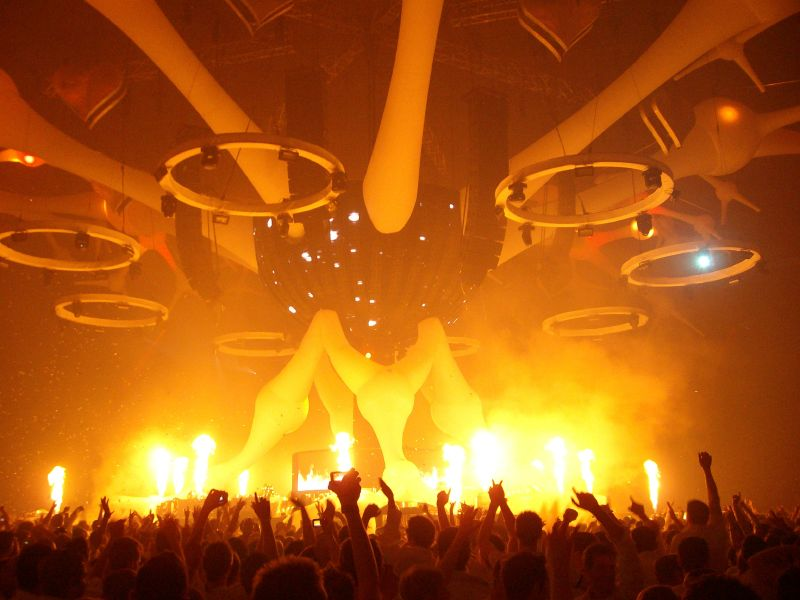
Sensation White Silvester 2007, LTU Arena Düsseldorf.

#### White
- 2000 : Cygnus X - Superstring (Rank 1 Remix)
- 2001 : Rank 1 - Such Is Life
- 2002 : The Rush - The Anthem 2002 (White Edition)
- 2003 : Rank 1 - The Anthem 2003 (inspiré de Wolfgang Amadeus Mozart)
- 2004 : The Rush - The Anthem 2004 (inspiré de Carl Orff)
- 2005 : First & André – Widescreen (Belgique)
- 2005 : Armin van Buuren feat. Jan Vayne - Serenity (inspiré de Frédéric Chopin)
- 2005 : Samuel Kindermann - Die Hymne White 2005 (Allemagne)
- 2006 : Fred Baker - Forever Friends (Belgique)
- 2006 : Sander Kleinenberg - This is Sensation
- 2006 : Moguai - I Want, I Need, I Love (Allemagne)
- 2006 : Nitrous Oxide pres. Redmoon - Cumulus & F.L.A.M.E. - Sensation (Pologne)
- 2007 : Ferry Corsten - Loud Electronic Sensation (Belgique)
- 2007 : Inconnu (Tchéquie)
- 2007 : Inconnu (Hongrie)
- 2007 : Pacha - Ibiza vs. Miami (Allemagne)
- 2007 : Aucun anthem (Pologne)
- 2007 : Inconnu (Lettonie)
- 2008 : Armin van Buuren - N.N (Chili)
- 2009 : Hallenstadion - Zurich (Suisse)
- 2011 : Parken - Copenhagen (Danemark)

#### Black
- 2002 : Sensation - The Anthem 2002 (Lady Dana Remix) (Black Edition)
- 2003 : Ricky Fobis - No Regular
- 2004 : DJ Luna - Mindspace
- 2005 : The Rush vs. Thalamus - Shock Your Senses
- 2006 : Aucun anthem
- 2007 : DJ Ghost - My Sensation Is Black (Belgique)
- 2007 : Black Identity - Blckr Thn Blck
- 2008 : Showtek - Black 2008
- 2009 : aucun anthem/événement annulé
- 2010 : Max Enforcer feat. The Rush - Fade to Black
- 2011 : The Prophet - Pitch Black
- 2012 : The Prophet - Reflections of Your Dark Side